# فانوس‌ماهی زبر
فانوس‌ماهی زبر (نام علمی: Electrona subaspera) نام یک گونه از تیره فانوس‌ماهی است.